# Senkawa (métro de Tokyo)
Senkawa (千川駅, Senkawa-eki) est une station du métro de Tokyo sur les lignes Fukutoshin et Yūrakuchō dans l'arrondissement de Toshima à Tokyo. Elle est exploitée par le Tokyo Metro.

## Situation sur le réseau
La station Senkawa est située au point kilométrique (PK) 9,3 de la ligne Yūrakuchō et au PK 9,4 de la ligne Fukutoshin.

## Histoire
La station a été inaugurée le 24 juin 1983 sur la ligne Yūrakuchō. La ligne Fukutoshin y arrive le 14 juin 2008.

## Services aux voyageurs

### Accès et accueil
La station est ouverte tous les jours. Chaque ligne est desservie par un quai central. La ligne Yūrakuchō est au 2e sous-sol et la ligne Fukutoshin au 3e sous-sol.
En moyenne, 36 807 voyageurs ont fréquenté quotidiennement la station en 2015.

### Desserte
- Y Ligne Yūrakuchō :
  - voie 1 : direction Shin-Kiba
  - voie 2 : direction Kotake-Mukaihara (interconnexion avec la ligne Seibu Yūrakuchō pour Hannō) ou Wakōshi (interconnexion avec la ligne Tōbu Tōjō pour Shinrinkōen)
- F Ligne Fukutoshin :
  - voie 3 : direction Shibuya (interconnexion avec la ligne Tōkyū Tōyoko pour Yokohama)
  - voie 4 : direction Kotake-Mukaihara (interconnexion avec la ligne Seibu Yūrakuchō pour Hannō) ou Wakōshi (interconnexion avec la ligne Tōbu Tōjō pour Shinrinkōen)

Installations de la station
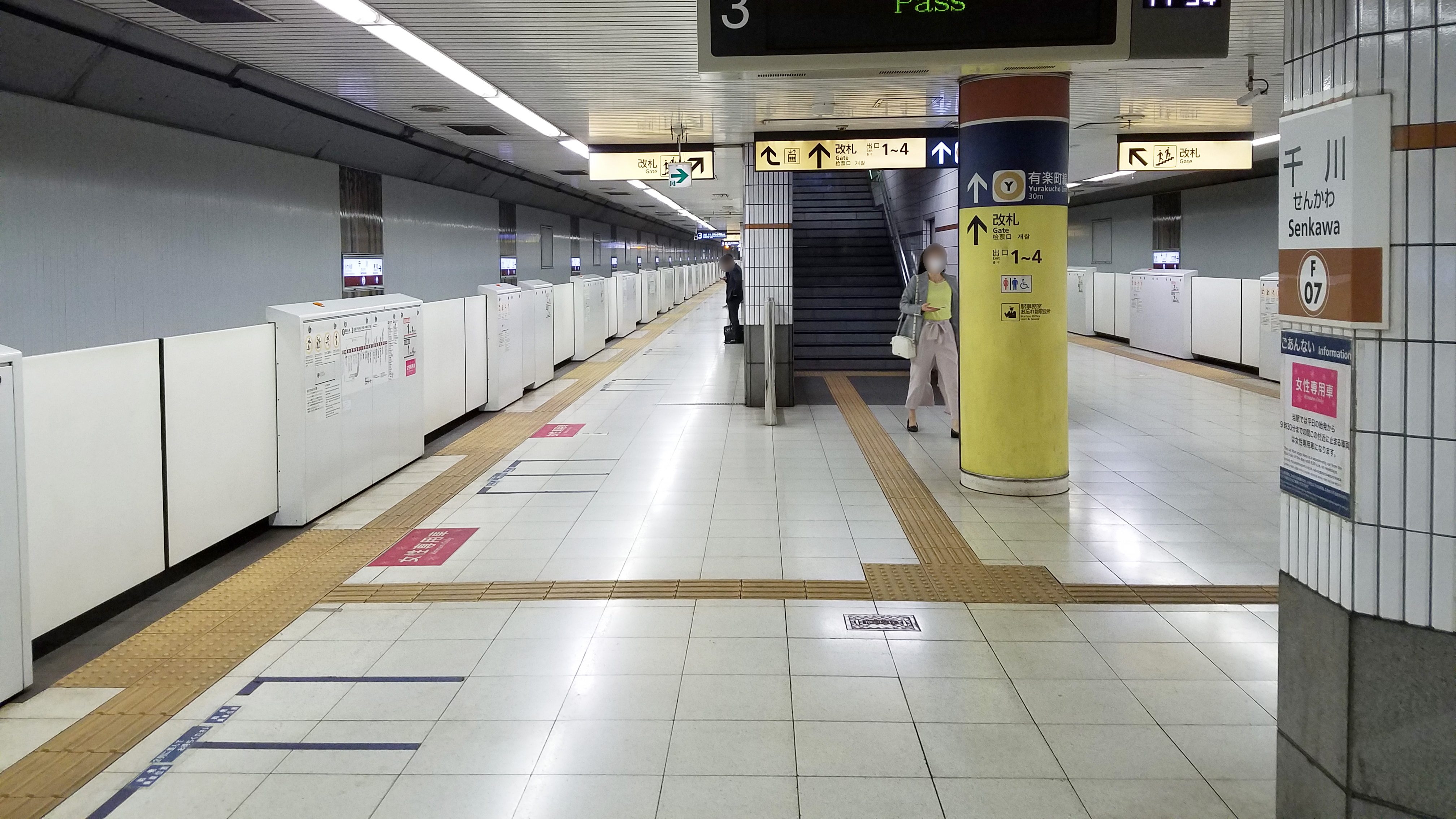
Quai de la ligne Fukutoshin
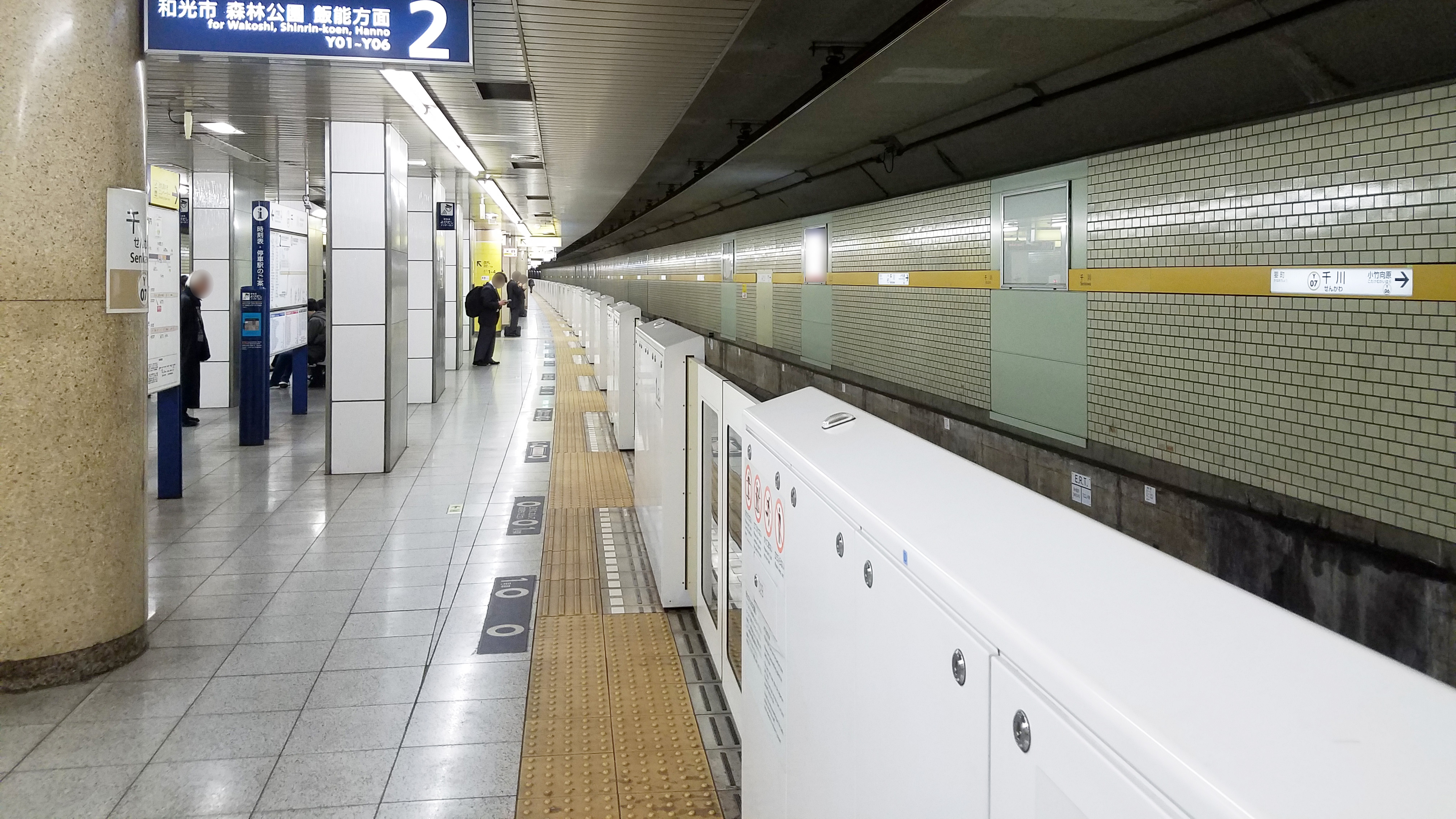
Quai de la ligne Yūrakuchō